# Steifborstige Armleuchteralge
Die Steifborstige Armleuchteralge (Chara hispida) gehört zur Familie der Characeae.

## Vorkommen
Chara hispida kommt in stehenden Gewässern in Europa und im Atlasgebirge in Nordafrika vor.

## Erkennungsmerkmale
Chara hispida ist mit bis zu 200 cm Höhe und Sprossdurchmessern von bis zu 2–3 mm eine der größten Armleuchteralgen Mitteleuropas. Sie ist stark bestachelt.

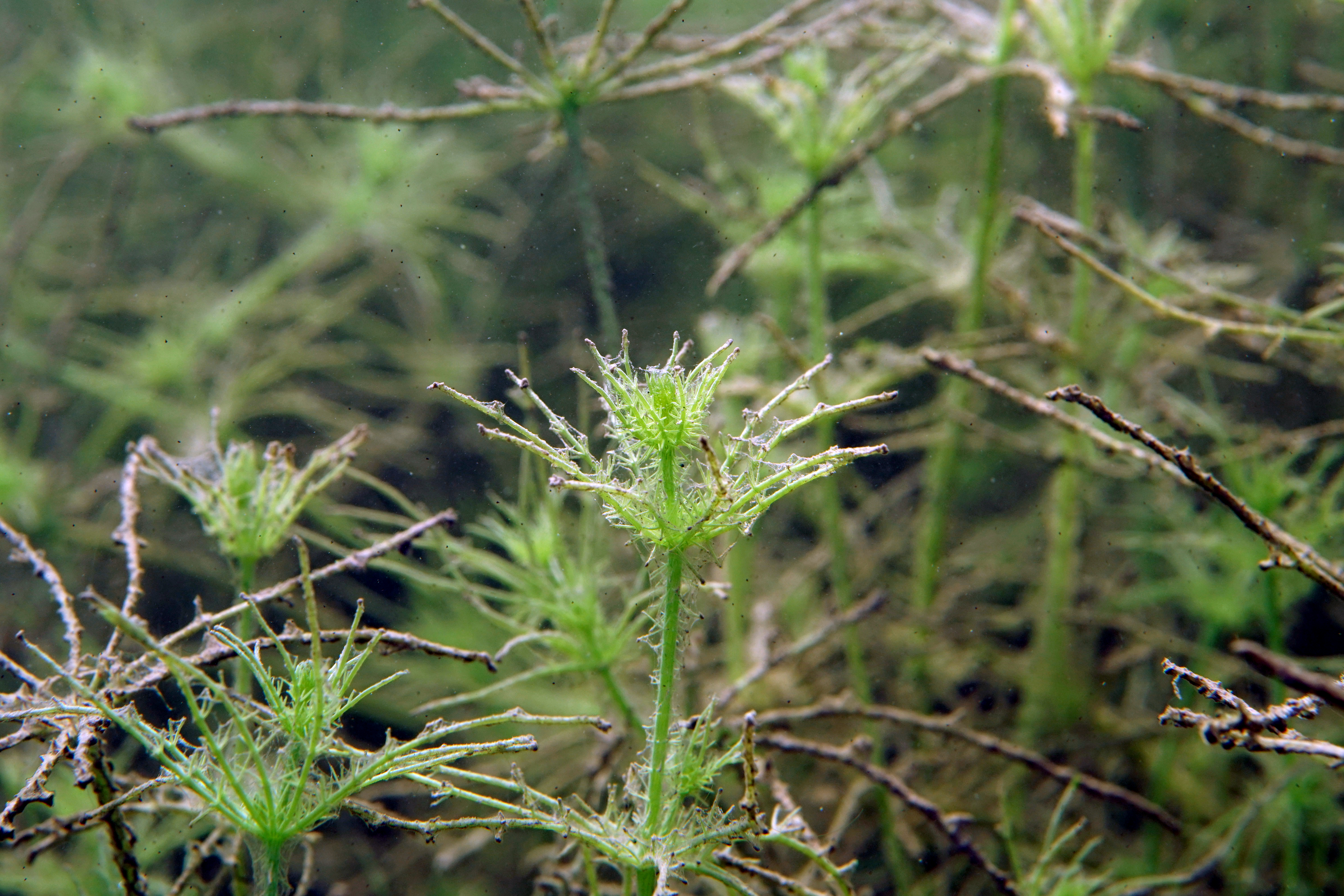
Chara hispida bildet häufig Einart-Bestände